# Antonio Iriarte
Antonio Iriarte é um jogador da selecção nacional mexicana de futebol de praia. Actua como guarda-redes.

## Palmarés
- Campeão do Torneio de Qualificação da CONCACAF para o Campeonato do Mundo de Futebol de Praia FIFA 2008.